# 堡镇
堡镇（汉语拼音：Bǔ Zhèn / 注音符号：ㄅㄨˇㄓㄣˋ），是上海市崇明区下辖的一个镇，位于崇明岛中东部南沿，南濒长江，北接港沿镇、东邻向化镇，西接竖新镇，距县城27公里，距上海长江隧桥陈家镇入口处20公里。是崇明县东部地区重要的经济、文化和交通中心。镇域东西最大距离11.80公里，南北最大距离9.10公里，全镇总面积63.48平方公里。户籍人口59,735人。是崇明县第二大镇，仅次于城桥镇。也是旧时崇明“桥、庙、堡、浜”四大名镇之一。镇人民政府驻正大街122号。

## 名称由来
堡镇有300余年历史。明万历四十五年（1617年），为防御海寇，崇明知县袁仲锡呈请朝庭，经同意在沈安状（一说在今民本中学一带）筑堡城一座，方圆三里八分，仅次于方圆四里八分的崇明长沙县城。此后在土堡周围居民日增、商贸频繁，便形成集镇，称作堡城镇，简称堡镇。镇名由此而来。

## 历史沿革
民国16年（1927年），始设堡镇。民国27年（1938年），新建五滧乡。民国34年（1945年）堡镇改设为区。1949年6月，复设为镇，分设南、北堡镇。
1950年4月，南、北堡镇恢复设为一堡镇，为县属镇。1957年9月，合并五滧、东新、滧四、新西4乡为五滧乡。1953年，设堡镇区。1955年2月，成立堡镇镇。1958年，成立堡镇人民公社、五四人民公社。同年12月，五四人民公社与合兴人民公社合并成立五滧人民公社。1959年4月，又同合兴人民公社分开，仍称五滧人民公社。
1984年，撤销堡镇人民公社和五滧人民公社，分别成立堡镇乡、五滧乡。1993年7月，堡镇乡撤销，并入堡镇镇；1994年11月18日:大事记21，新渔乡撤销建制:大事记21、正文3，1994年12月3日，原新渔乡所属的堡镇港渔民村和崇明渔机厂、上海新申减速器厂、新乐电器厂、新渔冷库经营部等8个企业划归堡镇镇管辖:正文3。2000年12月，撤销堡镇镇、五滧乡，建立堡镇.

## 行政区划
堡镇下辖9个居委会及18个村委会：解放社区居委会、电业社区居委会、向阳社区居委会、正大社区居委会、光明社区居委会、新港社区居委会、玉屏社区居委会、交通社区居委会、虹宝社区居委会、永和村村委会、花园村村委会、桃源村村委会、财贸村村委会、堡北村村委会、堡港村村委会、营房村村委会、人民村村委会、堡渔村村委会、堡兴村村委会、菜园村村委会、南海村村委会、小漾村村委会、米行村村委会、瀛南村村委会、四效村村委会、彷徨村村委会、五效村村委会。

## 地理交通
堡镇境内河道纵横，东有渡港河，西有小竖河、张涨港，中间有四滧河、小漾河、堡镇港河，自南而北纵贯全境；南横引渡由东向西横穿境内中部，将堡镇集镇镇区分为南北两部分，惯称南堡镇和北堡镇。
堡镇交通便利，镇区内的堡镇南、中、北路贯通镇区南北；堡向公路、大通路贯通镇域东西；此外还有东西向的新港路、向阳路、工农路，南北向的石岛路、堡港路等。
水路每日有小高速轮往返于堡镇码头与宝山区宝杨码头之间。对外公交方面有申崇三线（区间）和申崇六线B线分别通往静安区（上海地铁一号线汶水路站）和浦东新区（上海地铁六号线五洲大道站）。
县内交通则有始发于座落在堡镇码头北侧堡镇汽车站的堡陈专线、堡红线、堡进线、堡前陈线、堡胜专线、堡四线、堡七线、南堡支线、南堡专线、堡安专线、1711路（镇区环线），另有南裕专线途径堡镇镇区。